# Kilima decens
Kilima decens là một loài nhện trong họ Araneidae.
Loài này thuộc chi Kilima. Kilima decens được John Blackwall miêu tả năm 1866.